# Марго на свадьбе
«Марго на свадьбе» (англ. Margot at the Wedding) — американская комедийная драма режиссёра Ноя Баумбаха с Николь Кидман и Дженнифер Джейсон Ли в главных ролях. Это вторая картина Баумбаха после фильма «Кальмар и кит», исследующая проблемы взаимоотношений в разлаженных семьях.
Премьера фильма состоялась на кинофестивале в американском городе Тельюрайд, штат Колорадо, в конце августа 2007 года. Гала-премьера фильма состоялась на кинофестивале в Торонто 13 сентября 2007 года.

## Сюжет
Марго Зеллер — невротичная, хоть и успешная, писательница из Нью-Йорка. В связи с новостью об обручении своей сестры-неудачницы Полин, Марго решает навестить её на выходных. Вместе со своим сыном-подростком Клодом она приезжает к сестре в её провинциальный дом с первоначальной целью наладить прохладные отношения с Полин и её женихом, однако после пары бокалов белого вина Марго выдаёт истинную цель своего визита — желание отговорить Полин от брака с увальнем Малкольмом. На глазах у Клода и Ингрид, маленькой дочери Полин, затухшая было семейная неприязнь разворачивается с новой силой. Вовлечёнными в скандал оказываются и бывшая страсть Марго Дик вместе со своей чересчур рано повзрослевшей дочерью Мэйзи.

## В ролях
| Актёр                | Роль         |
| -------------------- | ------------ |
| Николь Кидман        | Марго Зеллер |
| Зейн Пэйс            | Клод Зеллер  |
| Дженнифер Джейсон Ли | Полин        |
| Джек Блэк            | Малкольм     |
| Флора Кросс          | Ингрид       |
| Киаран Хайндс        | Дик          |
| Хэлли Файффер        | Мэйзи        |
| Джон Туртурро        | Джим         |

## Награды
Peñíscola Comedy Film Festival:
- 2008 — Лучшая актриса — Дженнифер Джейсон Ли
- 2008 — Лучший режиссёр — Ной Баумбах

## Съёмки
Съёмки велись с апреля по июнь 2006 года в окрестностях Нью-Йорка. По словам режиссёра, вдохновение для фильма он черпал в творчестве известного французского «препаратора дисфункциональных семей» Эрика Ромера. Реверансом в его сторону является и название фильма: первоначальным заголовком сценария была «Николь в деревне» (Nicole in the Country), позволявшая проводить параллели с фильмом Ромера «Полин на пляже» (одну из главных героинь Баумбаха так и зовут — Полин). Однако после того, как к проекту подключилась Кидман, название решено было оставить, чтобы избежать путаницы и ненужных аналогий. Сам фильм, уже будучи снятым, долго оставался безымянным. Лишь в декабре 2006 года было объявлено название «Марго на свадьбе».